# 小林達也
小林 達也（こばやし たつや、9月11日 - ）は、日本の男性声優。新潟県出身。アミュレート所属。

## 略歴
新潟県立新潟東工業高等学校卒業後、2006年4月に国際映像メディア専門学校の声優科へ入学。2014年にディーカラーに所属。
2024年8月1日、ディーカラーとアミュレートとの事業統合によりアミュレートへ移籍。

## 人物
趣味・特技には麻雀、野球、物真似をそれぞれ挙げている。
主に海外ドラマや映画などの吹き替えで活動している。

## 出演
太字はメインキャラクター。

### テレビアニメ
2014年
- 金田一少年の事件簿R（客）
- 忍たま乱太郎（子分、ドクタケ忍者）
- 牙狼〈GARO〉-炎の刻印- （兵士）

2017年
- デジモンユニバース アプリモンスターズ（コメットモン）
- ベルセルク（村長）

2018年
- 多田くんは恋をしない（店主）

2023年
- Helck（総隊長）

2024年
- 多数欠（研究員、傀儡、大男）

2025年
- 自動販売機に生まれ変わった俺は迷宮を彷徨う 2nd season（灼熱の会長、鰐人魔、作業員A、緑魔A、ボタン）

### 劇場アニメ
- ベルセルク 黄金時代篇II ドルドレイ攻略（2012年）

### ゲーム
- 大逆転裁判2 -成歩堂龍ノ介の覺悟-（2017年）
- ドラゴンクエストX いばらの巫女と滅びの神 オンライン（2019年、激昂の巨人レイジバルス、シシカバブ、武器屋カマアタ[6]）
- ファイアーエムブレム ヒーローズ（2025年、メディウス[7]、ダグダ[8]）

### ドラマCD
- 子ひつじは迷わない・後編

### 吹き替え

#### 映画
- アイ,トーニャ 史上最大のスキャンダル（ショーン・エッカート〈ポール・ウォルター・ハウザー〉）
- カサンドロ リング上のドラァグクイーン
- 靴職人と魔法のミシン
- ゴーギャン タヒチ、楽園への旅（エクトール）
- ゴースト・シャーク（ミック・ブルベイカー）
- 白い肌の異常な夜
- ソニック・ザ・ムービー[9]
- ドラゴンコープス
- バーニー/みんなが愛した殺人者（バーニー〈ジャック・ブラック〉[4]）
- バレット＆チェイス（セレガ）
- バンデットQ（ウィンストン・ジ・オーガ）※35周年BD版追加収録部分
- ビバリーヒルズ・コップ ※Netflix版
- ファイ 悪魔に育てられた少年
- マッドマックス2
- ラスト・ミニッツ（アクトゥール）
- ワイルド・スピード/スーパーコンボ（カル〈ジョン・ツイ〉[10]）

#### ドラマ
- Away -遠く離れて-
- iCarly（ギャリー）
- GRIMM/グリム（ジョー）
- GOTHAM/ゴッサム
- トレージ・ウォーズ〜倉庫まるごと買取ります!〜
- SOLD! 〜熱血沸騰オークション〜（リック・ブライアント）
- タルジャの春（ホジュン）
- ナイトシフト 真夜中の救命医
- 呪われた島 オーク・アイランドと財宝の謎 S2
- プロジェクト・ランウェイ
- BONES
- HOMELAND
- ポセイドン（ウォンタク）
- Life 真実へのパズル（ティート、アーサー）
- LOVE ラブ（ランディ・モナハン〈マイク・ミッチェル〉）
- ロイヤルファミリー（カクチ）

#### アニメ
- アダムス・ファミリー（ケン[11]）
- オズ めざせ!エメラルドの国へ（ライオン〈声：ジェームズ・ベルーシ〉[12]）
- ザ・カップヘッド・ショウ! （デビルの子分）
- グリンチ（恐竜の男[13]）
- パウ・パトロール ザ・ムービー（トニー[14]）
- マイ・エレメント（フレーリー[15]）
- ミニオンズ（どうも・ザ・スモウ[16]）
- 弱虫スクービーの大冒険

### 初出話一覧
1. ↑  第6話初出
2. ↑  第9話初出
3. ↑  第14話初出
4. ↑  第1話初出
5. ↑  第2話初出
6. ↑  第4話初出
7. ↑  第5話初出
8. ↑  第7話初出